# North Curry
North Curry est une paroisse civile et un village du Somerset, en Angleterre.